# Dyspteris subcoerulea
Dyspteris subcoerulea är en fjärilsart som beskrevs av W. Warren 1907. Dyspteris subcoerulea ingår i släktet Dyspteris och familjen mätare. Inga underarter finns listade i Catalogue of Life.